# Izotop
Izotopi (iz   iso 'enak', in  topos 'kraj') so atomi kemijskega elementa z različnim masnim številom in enakim vrstnim številom. Grški izvor imena »izotop« se nanaša na dejstvo, da se v periodnem sistemu elementov izotopi nahajajo na istem mestu. Po navadi označujemo izotope s simboli elementov, ki jim dodamo atomsko in masno število. Razlika med masnim in atomskim številom je število nevtronov v jedru.
Izotopi so lahko naravni ali umetno pripravljeni ter stabilni ali nestabilni. Nestabilni izotopi razpadejo z enim od jedrskih razpadov. Približno dvajset elementov obstaja v obliki enega samega stabilnega izotopa, ostale pa sestavlja več stabilnih izotopov. V naravi je najpogostejši izotop z maso 1 a.e.m., ki v jedru nima nevtrona – to je navadni vodik (99,985 % delež v naravi); devterij (0,015 % v naravi) ima v jedru en nevtron, tricij (obstaja le kot umetni izotop) pa dva. Pri naravnem uranu močno prevladuje (99,3 %) 238U, le malo (0,7 %) pa je izotopa 235U. Pri kloru sta dva stabilna naravna izotopa bolj enakomerno porazdeljena: 75,4 % naravnega klora predstavlja izotop 35Cl, 24,6 % pa 37Cl. Atomske mase, ki so navedene v periodnem sistemu, so povprečne vrednosti mas izotopov v naravi. 
Jedra nestabilnih izotopov s časom razpadejo v jedra atomov kakega drugega elementa. Če vemo, kako hitro razpada neki izotop, lahko včasih ugotovimo starost predmeta iz koncentracije izotopa, ki ga predmet še vsebuje. To je osnova določanja starosti kamnin s kalijem-40, ki razpade v argon-40. Radioaktivni izotopi so pomembni na več področjih, zato jih veliko naredijo tudi umetno za uporabo v medicini in jedrski industriji.
Izotopi posameznega elementa imajo enake kemijske lastnosti, zato jih s kemijskimi reakcijami ne moremo razlikovati (identificirati). Zaradi različne mase jedra pa jih lahko identificiramo s fizikalnimi postopki, kot je na primer masna spektrometrija.